# Trains urbains rapides de Varsovie
 (février 2024).
Si vous disposez d'ouvrages ou d'articles de référence ou si vous connaissez des sites web de qualité traitant du thème abordé ici, merci de compléter l'article en donnant les références utiles à sa vérifiabilité et en les liant à la section « Notes et références ».
Les Trains urbains rapides de Varsovie, dit Szybka Kolej Miejska, est un réseau de transport en commun ferroviaire desservant Varsovie et sa banlieue en Pologne.

## Histoire
Le réseau commence à se constituer en 2005.

## Réseau

### Services
| Ligne | Terminus                                      | Année d'ouverture | Longueur | Nombre de gares | Tracé |
| ----- | --------------------------------------------- | ----------------- | -------- | --------------- | ----- |
| S1    | Pruszków Varsovie-Główna Otwock               | 2005              | 43,5km   | 21              |       |
| S2    | Sulejówek Miłosna Aéroport de Varsovie Chopin | 2006              | 34,2km   | 16              |       |
| S3    | Radzymin Aéroport de Varsovie Chopin          | 2012              | 54,1km   | 24              |       |
| S4    | Piaseczno Zegrze Południowe                   | 2023              |          | 27              |       |